# Janovice nad Úhlavou
Janovice nad Úhlavou é uma cidade checa localizada na região de Plzeň, distrito de Klatovy.

## Galeria

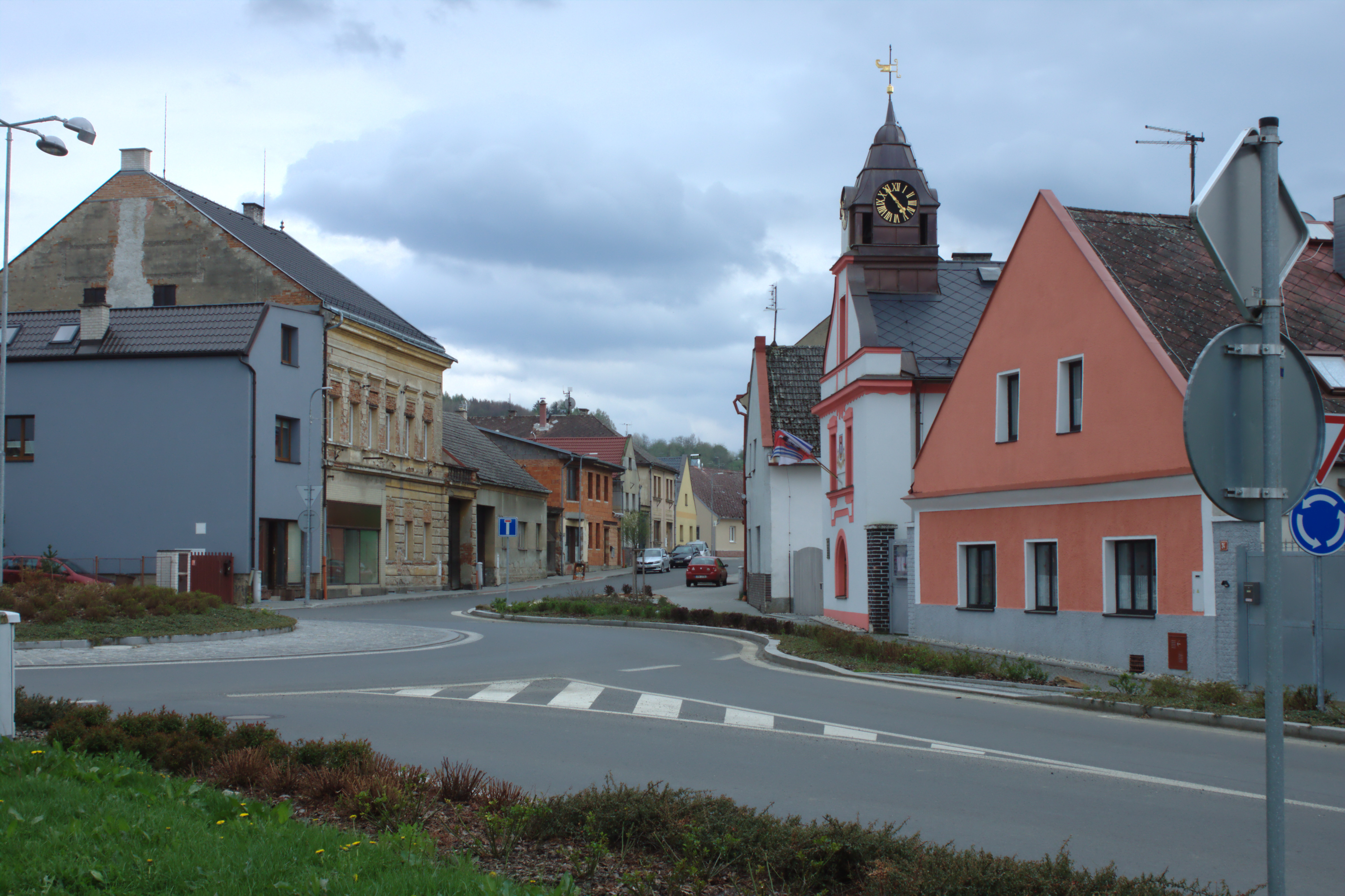
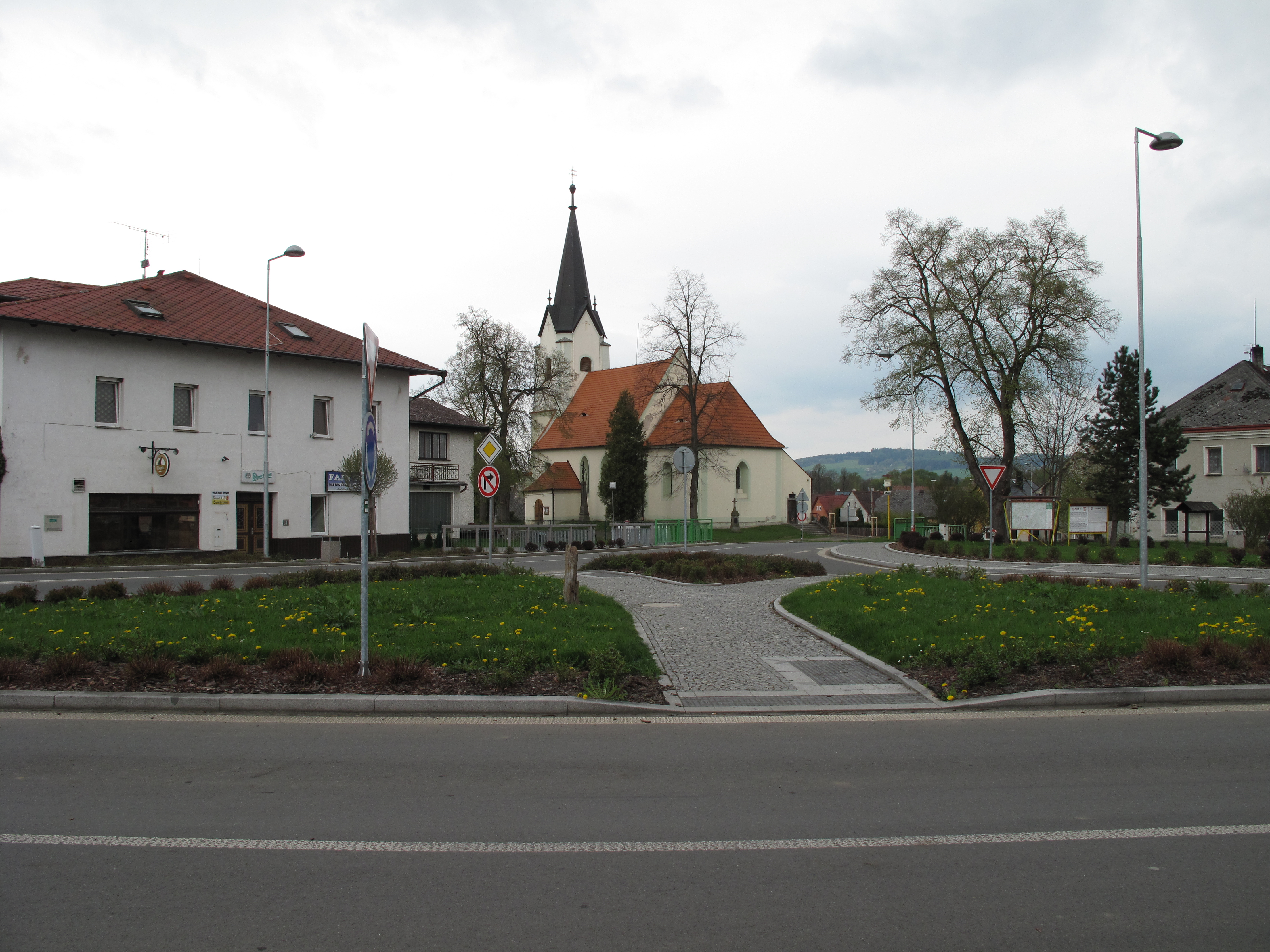
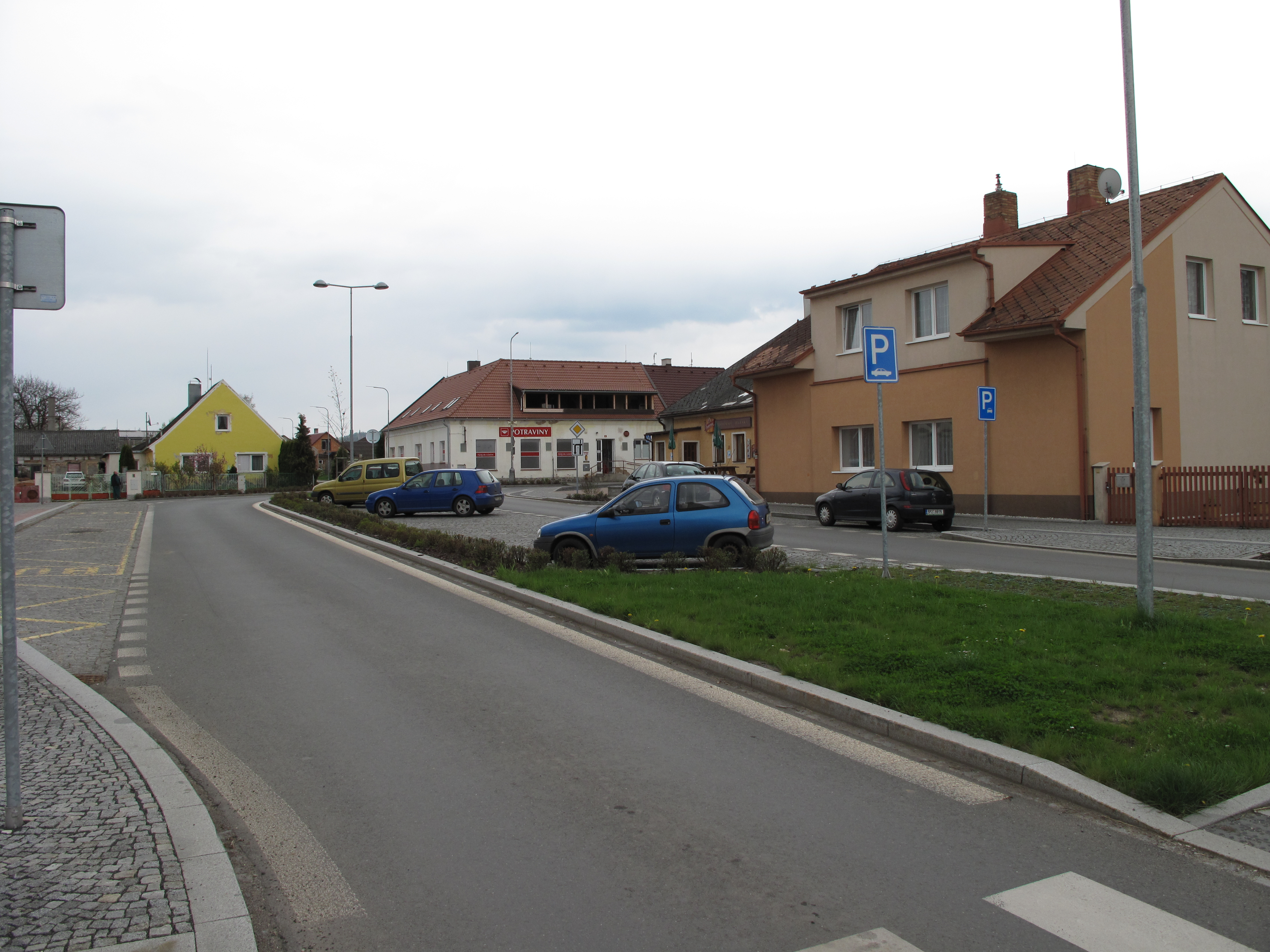